# Тринидад и Тобаго на юношеских Олимпийских играх
Тринидад и Тобаго принимает участие в юношеских Олимпийских играх: в летних Играх — начиная с Игр 2010 года, в зимних Играх — начиная с Игр 2020 года.
Спортсмены Тринидада и Тобаго на всех юношеских Олимпийских играх выиграли в сумме 3 медали, из них 1 золотую, все медали завоёваны на летних Играх; в неофициальном медальном зачёте спортивная делегация Тринидада и Тобаго занимает 76-е место.

## Медальный зачёт

### Медали на летних юношеских Олимпийских играх
| Игры              | Участников | Золото | Серебро | Бронза | Всего | Место |
| 2010 Сингапур     | 23         | 1      | 0       | 0      | 1     | 50    |
| 2014 Нанкин       | 11         | 0      | 1       | 1      | 2     | 64    |
| 2018 Буэнос-Айрес | 13         | 0      | 0       | 0      | 0     | —     |
| Всего             | Всего      | 1      | 1       | 1      | 3     | 73    |

### Медали на зимних юношеских Олимпийских играх
| Игры         | Участников | Золото | Серебро | Бронза | Всего | Место |
| 2020 Лозанна | 1          | 0      | 0       | 0      | 0     | —     |
| Всего        | Всего      | 0      | 0       | 0      | 0     | —     |